# Parsifal Bassi
Pour les articles homonymes, voir Bassi.
Parsifal Bassi, né le 15 décembre 1892 à Bologne (royaume d'Italie) et mort le 10 janvier 1960 dans la même ville, est un réalisateur, scénariste, monteur et acteur italien.

## Biographie
Après ses premières apparitions en tant qu'acteur dans des films mineurs, Bassi réalise en 1920 pour la société de production La Murari Film dans sa ville natale son premier film La povera piccola, dont le succès lui permet d'obtenir un contrat ultérieur chez Minerva Film à Rome, où il produit jusqu'en 1922 une série de films dans lesquels il joue également le rôle principal.
Freiné par la crise du cinéma italien, il ne revient sur les écrans qu'en 1934 avec Il cardinale Lambertini (it), réalisé d'après son propre scénario avec Ermete Zacconi et décrié par la critique, suivi huit ans plus tard de Gioco d'azzardo, son dernier film personnel. Après une collaboration avec Mario Bonnard, il met un terme à sa carrière cinématographique.

## Filmographie

### Réalisateur
- 1920 : La povera piccola (également acteur)
- 1920 : Match nullo
- 1921 : Nel mondo degli agguati
- 1921 : Un ospite pericoloso (également acteur)
- 1921 : La porta del mondo (également acteur)
- 1922 : Anadiomene (également acteur)
- 1922 : Un colpo di scena
- 1934 : Il cardinale Lambertini (it) (également monteur)
- 1943 : Gioco d'azzardo (également scénariste et monteur)

### Scénariste
- 1942 : Rossini (it) de Mario Bonnard